# Variaties op een thema van Couperin
Variaties op een thema van Couperin voor solofluit, strijkorkest en harp ofwel de Couperinvariaties is een compositie van Hendrik Andriessen uit 1944. Het thema is van François Couperin. Overeenkomstig zijn Variaties en fuga op een thema van Johann Kuhnau schreef Andriessen een aantal variaties bij een klassiek thema. Het werk diende als een soort fluitconcert voor het afstuderen van dochter Heleen Andriessen. De muziek klinkt zeer klassiek en sluit af met de fuga zoals ook in de Kuhnauvariaties. In beide gevallen volgt een kort coda. 
Andriessen lag in 1944 in onmin met de Kultuurkamer en andere instanties die te maken hadden met Duitse bezettingsautoriteiten in Nederland.

## Orkestratie
- solo dwarsfluit
- harp
- violen, altviolen, celli, contrabassen

## Discografie
- Uitgave Et'cetera: Adriaan Bonsel, Residentie Orkest o.l.v. Willem van Otterloo, opname januari 1965